# Life is Strange: Before the Storm
Life Is Strange: Before the Storm is een episodisch avonturenspel, ontwikkeld door Deck Nine en uitgebracht door Square Enix. Het spel is een prequel van Life is Strange en draait rond het personages Chloe Price. De speler ontdekt hoe Chloe en Rachel elkaar leerden kennen voordat Max weer contact kreeg met Chloe.

## Verhaal
Het spel begint met Chloe die stiekem naar een illegaal rockconcert gaat. Net als in Life is Strange kan de speler kiezen hoe dialogen verlopen. Haar eerste taak is om de uitsmijter bij het concert over te halen om haar binnen te laten. Hoe Chloe reageert op anderen heeft gevolgen voor hoe het verhaal zich verder ontwikkelt. Chloe heeft echter in tegenstelling tot Max, niet de gave om de tijd terug te draaien. 
Bij het concert komt Chloe Rachel tegen, een klasgenoot van haar op de Blackwell middelbare school. Rachel is in alles Chloe's tegenpool en ze spraken dan ook eigenlijk nooit met elkaar. Rachel doet het goed op school, is geliefd bij iedereen en misdraagt zich nooit. Chloe kan dan ook niet geloven dat ze dit brave tutje bij een illegaal hardrock concert tegen komt, compleet in punk outfit. 
De twee meiden raken in slechts een paar dagen bijzonder goed en intiem bevriend. Tevens kunnen ze verliefd op elkaar worden, afhankelijk van welke keuzes de speler maakt. Rachel blijkt veel rebelser te zijn dan Chloe had gedacht. Haar grote fantasie is om samen met Chloe de stad uit te vluchten en alles en iedereen achter te laten; een plan dat zelfs Chloe erg ver gaat. 
Het spel bestaat uit drie hoofdstukken die onafhankelijk van elkaar uitgebracht werden tussen augustus en december 2017. Tevens is er een bonus hoofdstuk dat enkel te verkrijgen is door de Deluxe versie van Life is Strange: Before the Storm aan te schaffen. 

## Recensies
Life is Strange: Before the Storm werd over het algemeen goed ontvangen door recensenten en spelers. Op Metacritic, een website die de gemiddelde score van recensenten berekent, hebben de PC- en PlayStation-versies een score van 77 op 100 en de Xbox-versie een score van 81. Het spel wordt geprezen om de verhaallijn, levendige personages en gebruik van muziek. Kritiek was er soms op het onnatuurlijk hoge tempo waarin Rachel en Chloe bevriend raken en de zogenaamde Backtalk functie, waarbij Chloe met scherpe, ad-rem antwoorden een dialoog tot een goed einde moet brengen. 

## Prijzen
"Life is Strange: Before the Storm" won meerdere videogameprijzen, zoals Beste Muziek bij de Game Informer's 2017 Adventure Game of the Year Awards en de titel Game van het Jaar bij de 2018 Games for Change Awards.